# Candi Sumberawan

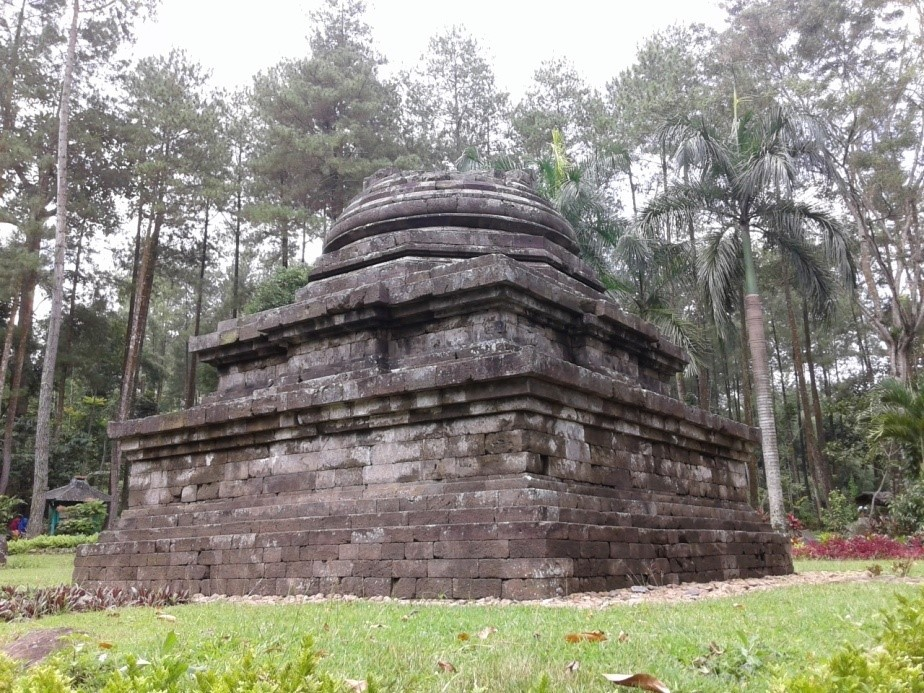
Candi Sumberawan

Candi Sumberawan ist ein buddhistischer Tempel in Jawa Timur. Der Sakralbau ist der einzige Tempel in Form eines Stupa in Ostjava. Errichtet wurde der Tempel zwischen 1400 und 1500 während der Majapahit-Zeit.

## Lage und Umgebung
Der Sumberawan befindet sich im Dorf Toyomarto, ungefähr 17 km nördlich von Malang auf der Insel Java in Indonesien.
Es wird vermutet, dass das Areal, auf dem sich der Tempel befindet, Kasurangganan heißt. Kasurangganan bedeutet der Garten der Sylphiden. Laut der Inschrift Negarakertagama besuchte Hayam Wuruk, ein König aus dem Königreich Majapahit, im Jahr 1359 diesen Ort. Der Besuch wurde durchgeführt, während der König das Herrschaftsgebiet des Majapahit-Königreichs besichtigte.

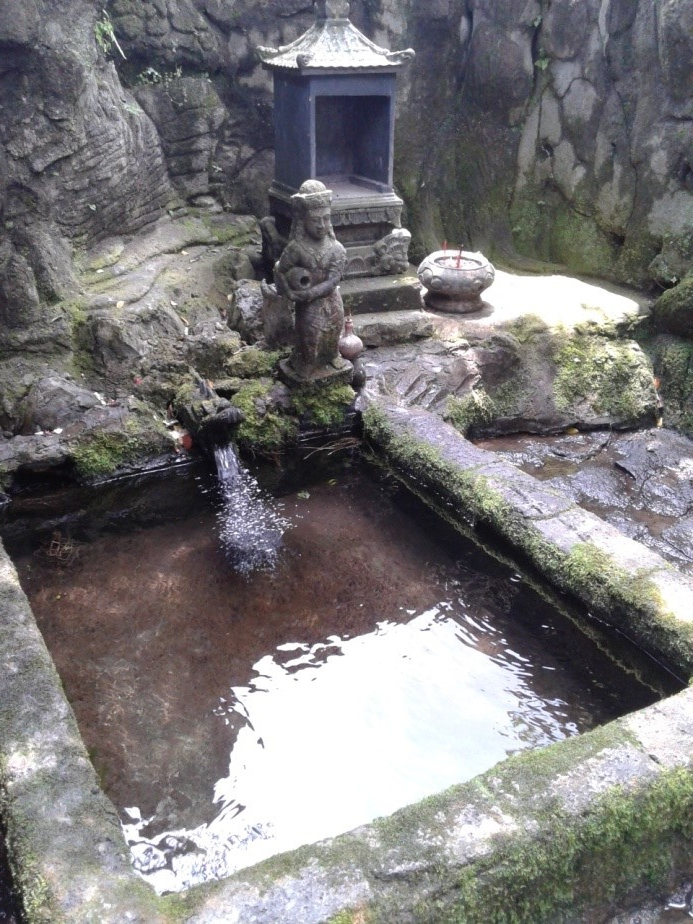
Heilige Quelle des Tempels

Im Umkreis des Tempels gibt es Wasserquellen, deren Wasser als heilig gilt. Das heilige Wasser wird für religiöse Zeremonien sowohl beim Vesakfest als auch beim Taufen in der Kirche genutzt.

## Gebäude
Die Basis besteht aus zwei übereinander liegenden quadratischen Sockeln, auf denen eine achteckige Platte in Form eines Lotus angebracht ist. Auf dieser Platte sitzt der glockenförmige Stupa, dessen Spitze nicht mehr vorhanden ist. Der aus Andesit errichtete Tempel hat weder Relief noch Treppe. Der Tempel wurde als Ort der Verehrung errichtet.

## Entdeckung und Restaurierung
Der in der Mitte eines Tannenwaldes stehende Tempel wurde im Jahr 1904 entdeckt. 1935 untersuchte der Altertumsdienst der holländischen Kolonialherren den Tempel. Die Restaurierung des Tempels fand im Jahr 1937 statt. Da die Archäologen Schwierigkeiten hatten, die Spitze des Tempels zu rekonstruieren, wurden die zerstörten Teile des Stupas in den Hof gelegt, in dem das religiöse Eröffnungsritual ausgeführt wurde.